# Brian Qvale
Brian Arthur Qvale (nacido el 3 de noviembre de 1988 en Williston, Dakota del Norte) es un exjugador de baloncesto estadounidense. Con 2,11 metros de estatura, juega en la posición de pívot.

## Trayectoria deportiva
Es un pívot formado en los Montana Grizzlies. Tras no ser drafteado en 2011, dio el salto a Europa para jugar en Turquía y Bélgica, hasta llegar a Alemania en 2013.
Tras jugar una temporada en Tofaş Spor Kulübü, vuelve a Alemania en 2015, para firmar por el EWE Baskets Oldenburg.